# 1903 en Allemagne
Chronologie de l’Allemagne
- 1899
- 1900
- 1901
- 1902
- 1903
- 1904
- 1905
- 1906
- 1907

Cet article présente les faits marquants de l'année 1903 en Allemagne.

## Événements

### Janvier
- 1er janvier : réforme de l’orthographe allemande.

### Mai
- 27 mai : fondation en Allemagne de la société Telefunken.
- 31 mai : le Vfb Leipzig remporte le Championnat d'Allemagne de football 1902-1903.

### Juin
- 16 juin : élection en Allemagne. Les sociaux-démocrates obtiennent 31,7 % des suffrages et 81 sièges. Le Zentrum obtient 101 sièges. Les conservateurs 54 sièges et le parti de l’empire 21.

### Octobre
- 3 octobre : une automotrice électrique Siemens à courant triphasé atteint 213 km/h, record du monde en traction électrique, entre Marienfeld et Zossen (ligne expérimentale).
- 28 octobre : une automotrice construite par AEG atteint 210 km/h.

## Naissances
- 23 mai : Ernst Klodwig, pilote automobile
- 26 mai : Otto Abetz, diplomate